# Devarodes pizarra
Devarodes pizarra là một loài bướm đêm trong họ Geometridae.